# Breland (stacja kolejowa)
Breland – stacja kolejowa w Breland, w regionie Agder w Norwegii, jest oddalona od Oslo Sentralstasjon o 385,10 km. Jest położona na wysokości 176,9 m n.p.m.

## Ruch dalekobieżny
Leży na linii Sørlandsbanen. Jest stacją obsługującą dalekobieżne połączenia z południowo-zachodnią i południową częścią kraju. Stacja przyjmuje sześć par połączeń dziennie do Kristiansand, Arendal i Stavanger.

## Obsługa pasażerów
Wiata, parking na 10 miejsc. Odprawa podróżnych odbywa się w pociągu.